# Zamek Cadolzburg
Zamek Cadolzburg (niem. Burg Cadolzburg) – zabytkowy zamek w Cadolzburg, w Landkreis Fürth, w Środkowej Frankonii.
Zamek wybudowany XII w. a po raz pierwszy wymieniony w dokumencie z 1157. Od 1260 był siedzibą burgrabiów norymberskich z rodu Hohenzollernów, m.in. Fryderyka von Brandenburga (1371–1440), żonatego z Elżbietą bawarską (1383–1442) oraz ich syna Jana von Brandenburga (1406-1464), żonatego z Barbarą von Sachsen-Wittenberg (1405–1465).

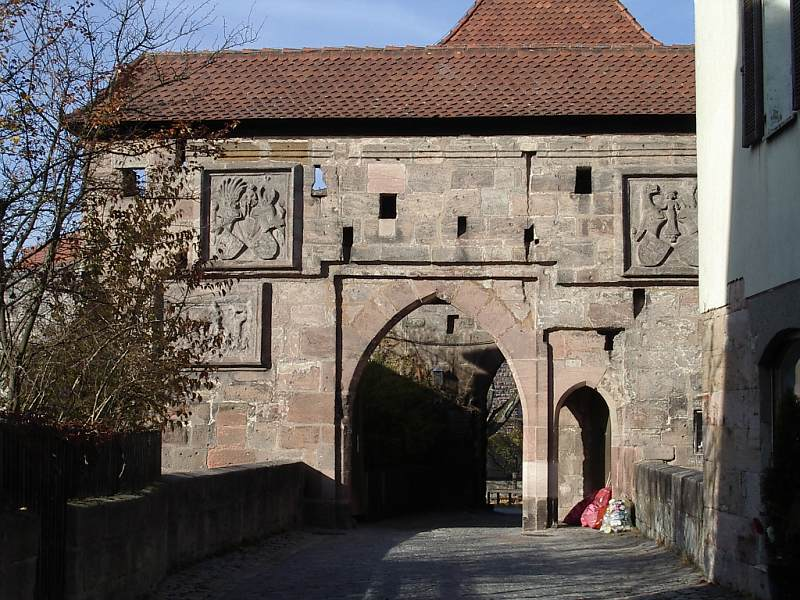
Brama z herbami
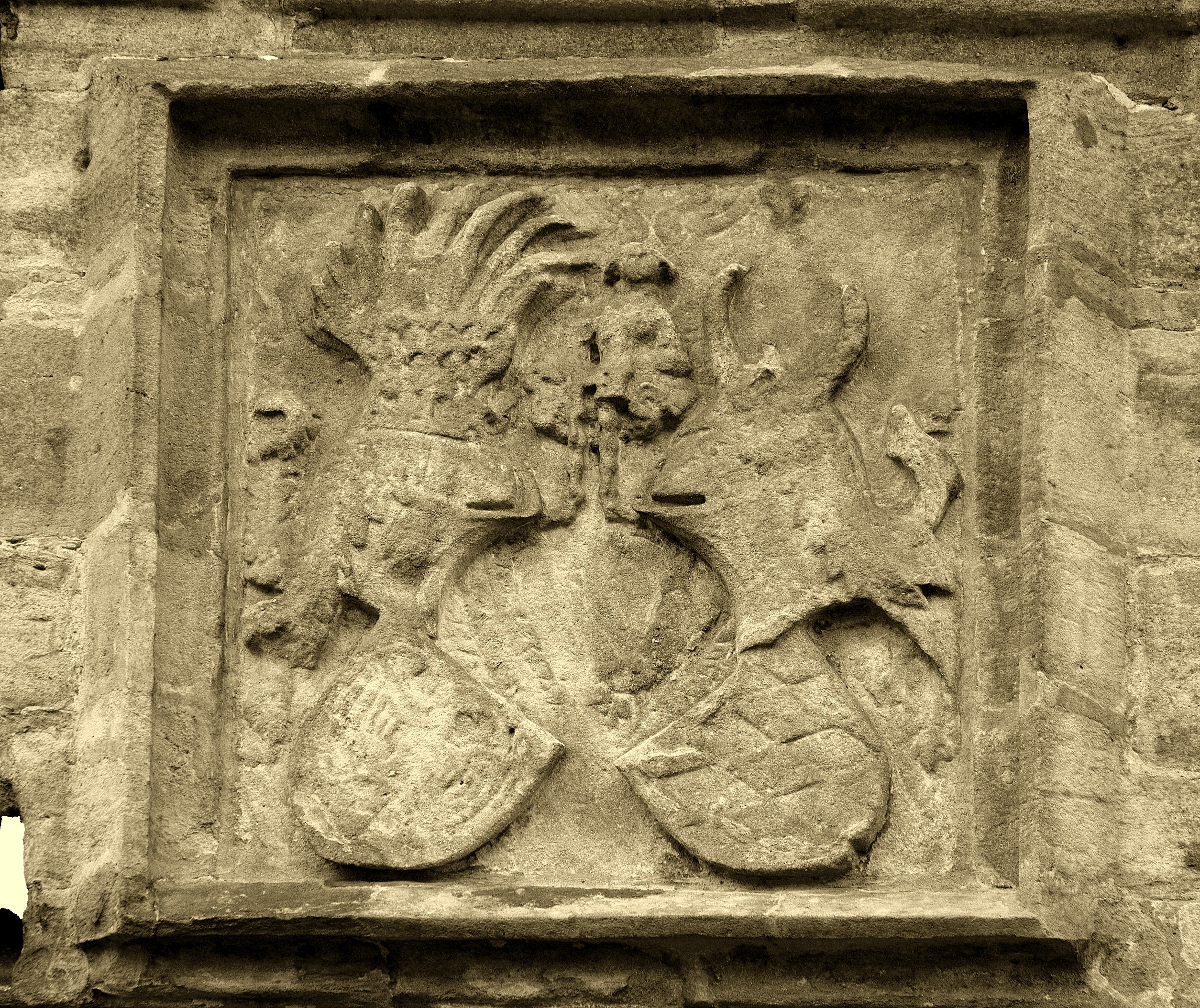
Herby Fryderyka i Elżbiety bawarskiej
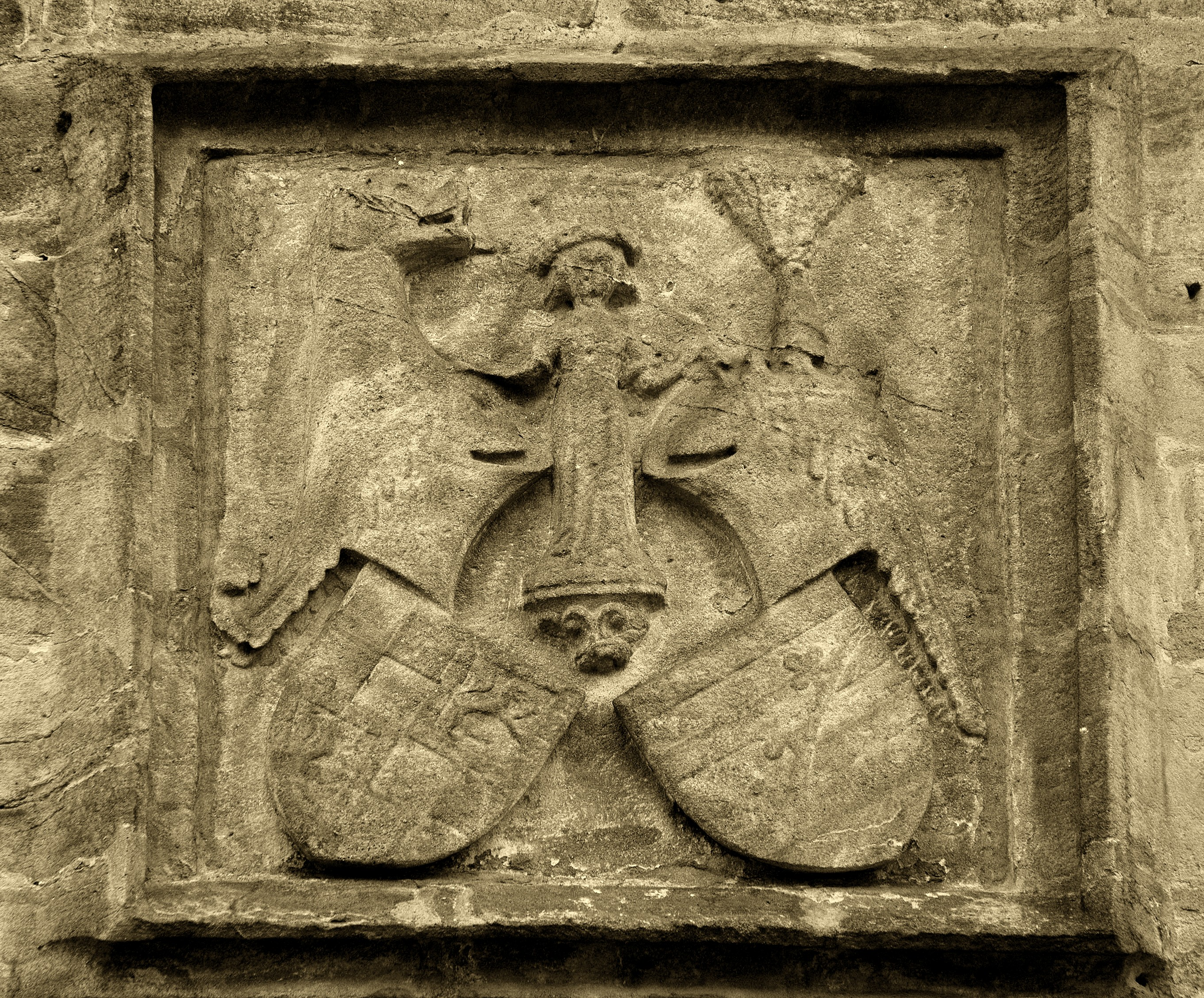
Herby Jana i Barbary von Sachsen

Herb Fryderyka von Brandenburga
Herb Elżbiety bawarskiej
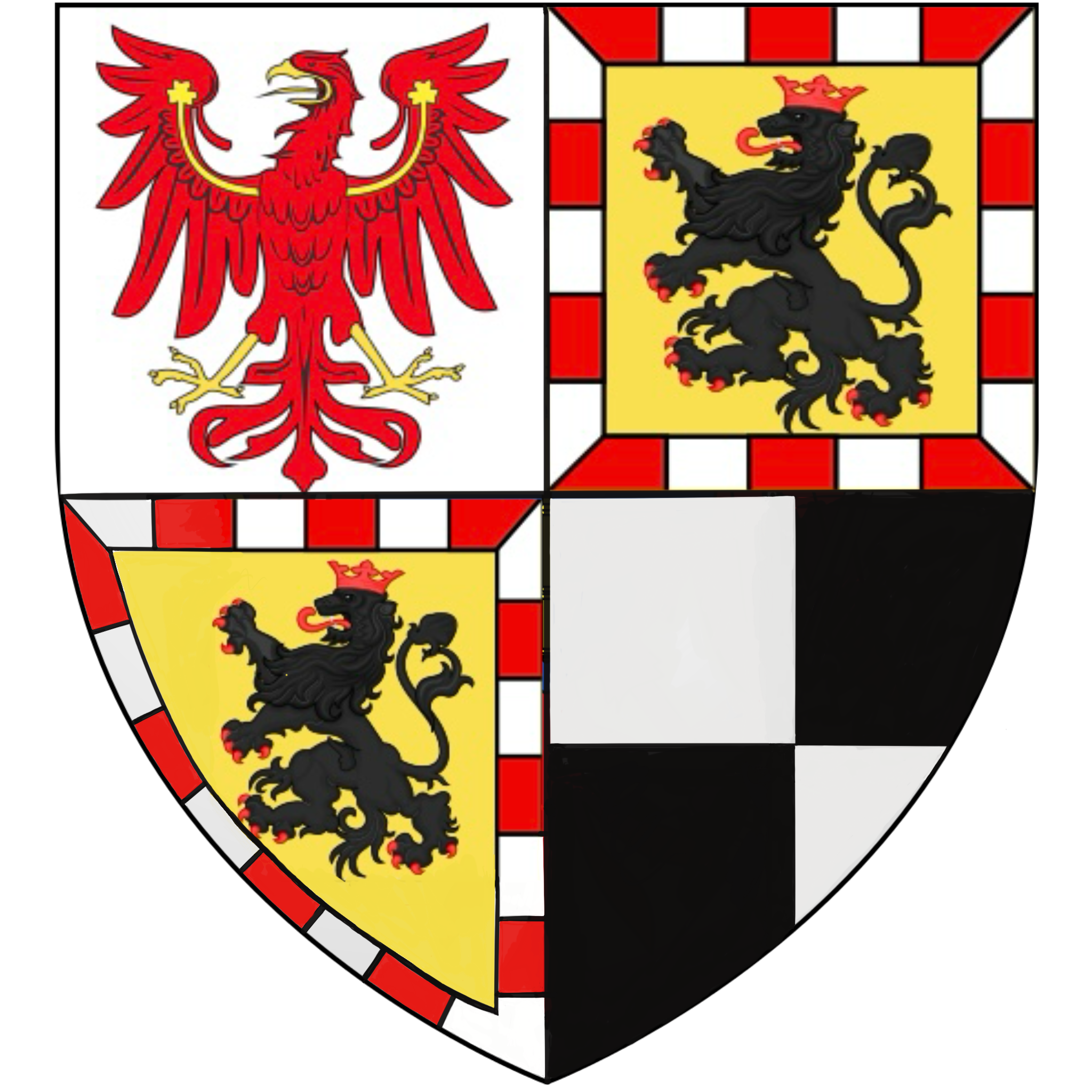
Herby Jana von Brandenburga
Herb Barbary von Sachsen